# Marcus Mombauer
Marcus Maria Mombauer (* 1966 in Bensberg) ist ein deutscher Kommunalpolitiker der CDU. Von 2008 bis 2020 war er hauptamtlicher Bürgermeister der Stadt Rösrath.
Mombauer beendete 1983 seine Ausbildung zum Maurer. Danach machte er eine Lehre als Bürokaufmann. Während seiner Tätigkeit als Soldat auf Zeit war er vier Jahre in Virginia stationiert. Seine Laufbahn bei der Bundeswehr schloss er als Leutnant der Reserve ab.
Nach dem Abitur studierte er an der Fachhochschule für Öffentliche Verwaltung in Köln, Das Studium schloss er als Diplom-Verwaltungswirt ab. Von 1992 bis 2008 war Marcus Mombauer beim Landschaftsverband Rheinland tätig. Dort war er Fuhrparkleiter und zuletzt freigestellter Personalratsvorsitzender. Er wurde am 21. September 2008 mit 44 Prozent der Stimmen zum Bürgermeister von Rösrath gewählt. Am 25. Mai 2014 wurde Mombauer mit 52,6 % der abgegebenen Stimmen wiedergewählt.
Ende September 2020 verlor er im Rahmen der Kommunalwahlen in Nordrhein-Westfalen 2020 die Stichwahl gegen Bondina Schulze (Bündnis 90/Die Grünen).